# Pani z Shalott

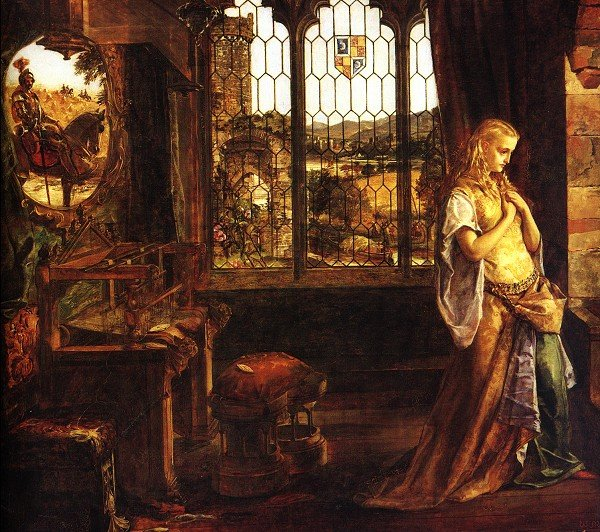
(mal. William Maw Egley, 1858)

Pani z Shalott (ang. The Lady of Shalott) – poemat autorstwa Alfreda Tennysona z 1842 roku, nawiązujący do legend arturiańskich i powstały z inspiracji legendą o Elaine z Astolat.

## Forma

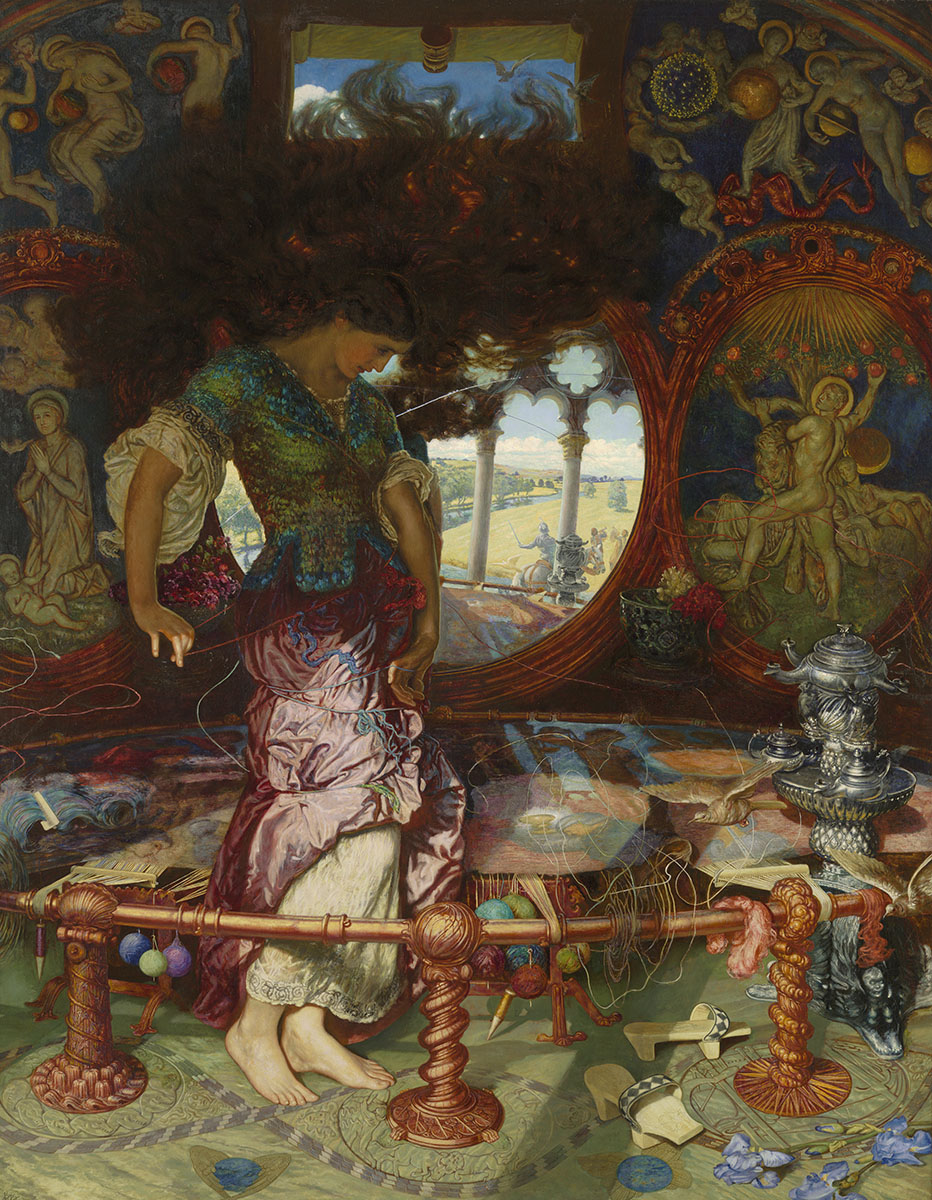
(mal. William Holman Hunt, 1905)

Utwór jest napisany kunsztowną strofą dziewięciowersową, rymowaną aaaabcccb. Wersy są w większości czteroakcentowe.
On either side the river lie
Long fields of barley and of rye,
That clothe the wold and meet the sky;
And thro' the field the road runs by
To many-tower'd Camelot;
The yellow-leaved waterlily
The green-sheathed daffodilly
Tremble in the water chilly
Round about Shalott.

## Treść

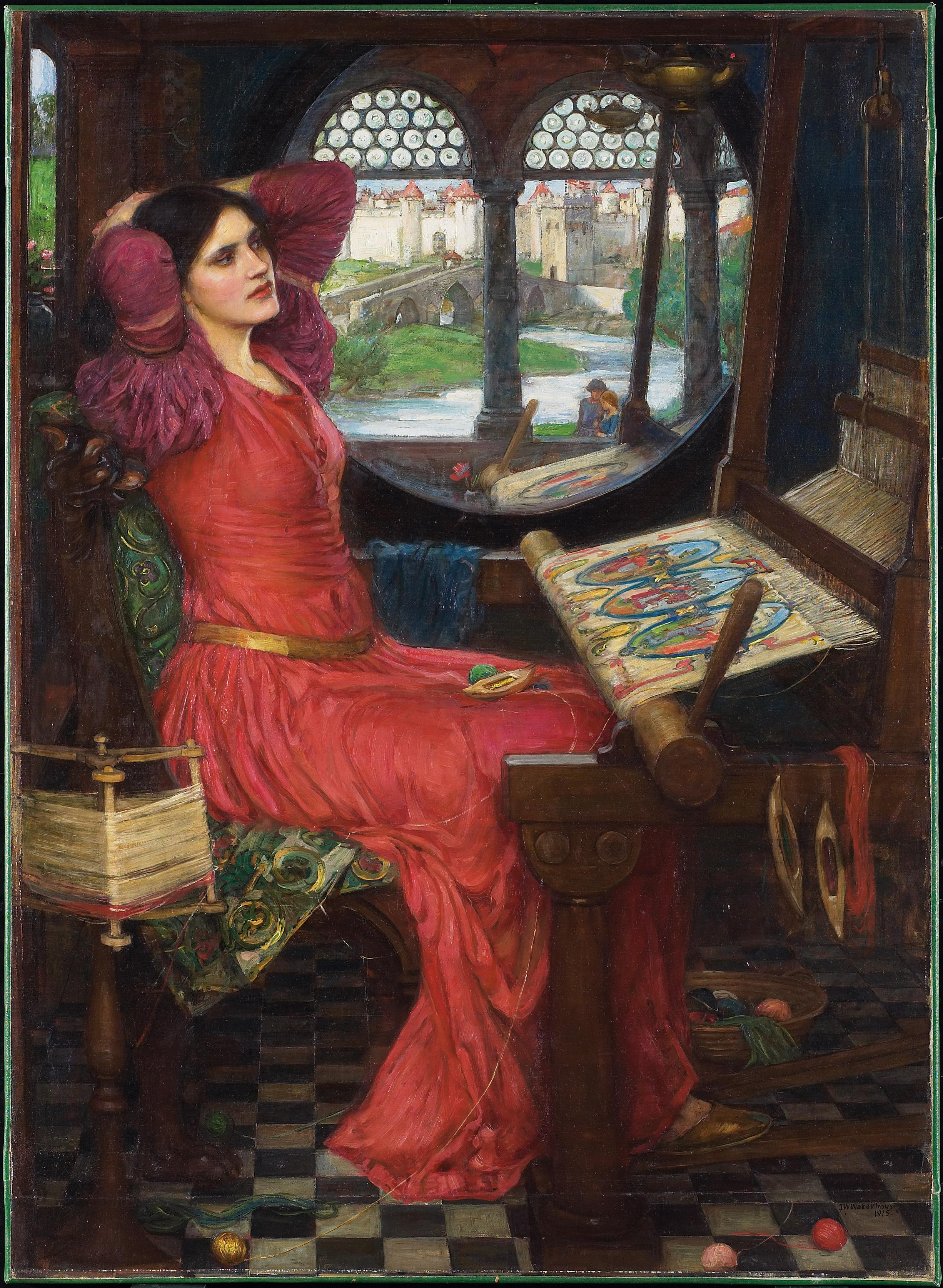
"Dość mam już półmroku" rzekła Pani z Shalott - obraz pędzla Johna Williama Waterhouse'a, 1915.

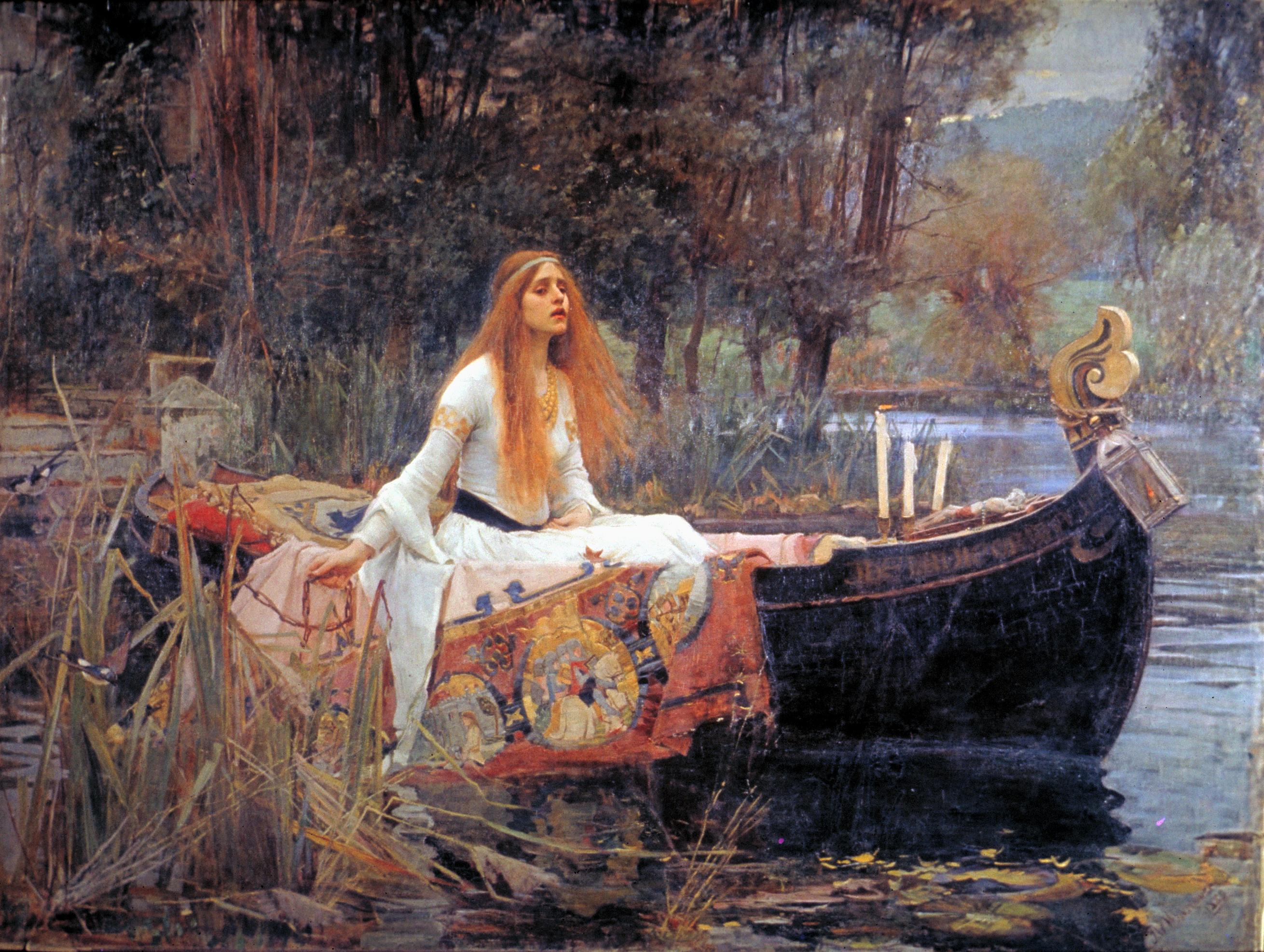
(mal. J.W. Waterhouse, 1888)

Poemat opisuje historię damy z zamku na wyspie Shalott. Podlega ona klątwie zmuszającej ją do bezustannego tkania zaczarowanej sieci. Nie wolno jej też wprost oglądać świata na zewnątrz, więc widzi tylko jego odbicie w lustrze.
Pewnego razu, widząc przejeżdżającego obok zamku Lancelota, zakochuje się w nim. Po raz pierwszy przestaje tkać i wygląda z zamku przez okno, co ściąga na nią śmiertelny skutek klątwy.
Opuszcza zamek znajdując łódź, na której wypisuje swoje imię, i śpiewając płynie z nurtem rzeki do Camelotu. Im bliżej celu, tym bardziej słabnie i umiera, zanim łódź dociera do zamku.
Zebrani na przystani rycerze oraz damy wraz z królem ze zdziwieniem obserwują niezwykłe zjawisko. Wszystkich ogarnia zabobonny strach, z wyjątkiem przejętego jej urodą Lancelota, który prosi Boga o zbawienie Pani z Shalott.

## Wpływ

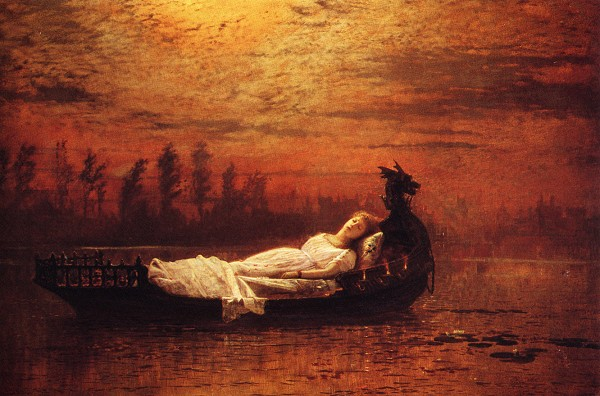
(mal. John Atkinson Grimshaw, ok. 1875)

Poemat wywarł silne wrażenie na malarzach z Bractwa Prerafaelickiego oraz ich naśladowcach przedstawiających w swych obrazach sceny z wiersza (m.in. William Holman Hunt, John William Waterhouse, Arthur Hughes, Walter Crane, Henry Meynell Rheam, William Maw Egley, John Atkinson Grimshaw). Bywają one mylone z obrazami ilustrującymi legendę o Elaine z Astolat (za element pozwalający odróżnić te dwa tematy uznaje się obecność służącego w łodzi).
Motyw ten wraz z fragmentem wiersza wykorzystała Agatha Christie jako tytuł i motto jednej ze swych powieści (Zwierciadło pęka w odłamków stos).
Kanadyjska piosenkarka Loreena McKennitt skomponowała muzykę do słów poematu, utwór trafił na jej album The Visit, wydany w roku 1991. Amerykańska piosenkarka i poetka Emilie Autumn stworzyła nawiązującą do treści poematu piosenkę Shalott włączoną w jej album Opheliac (2006).

## Przekład
Balladę Tennysona przełożyła na język polski Anna Bańkowska (Kwartalnik Literacki Oddziału Warszawskiego Stowarzyszenia Pisarzy Polskich, R. 2, nr 1 (2016), s. 199-203).